# Literatura wagonowa

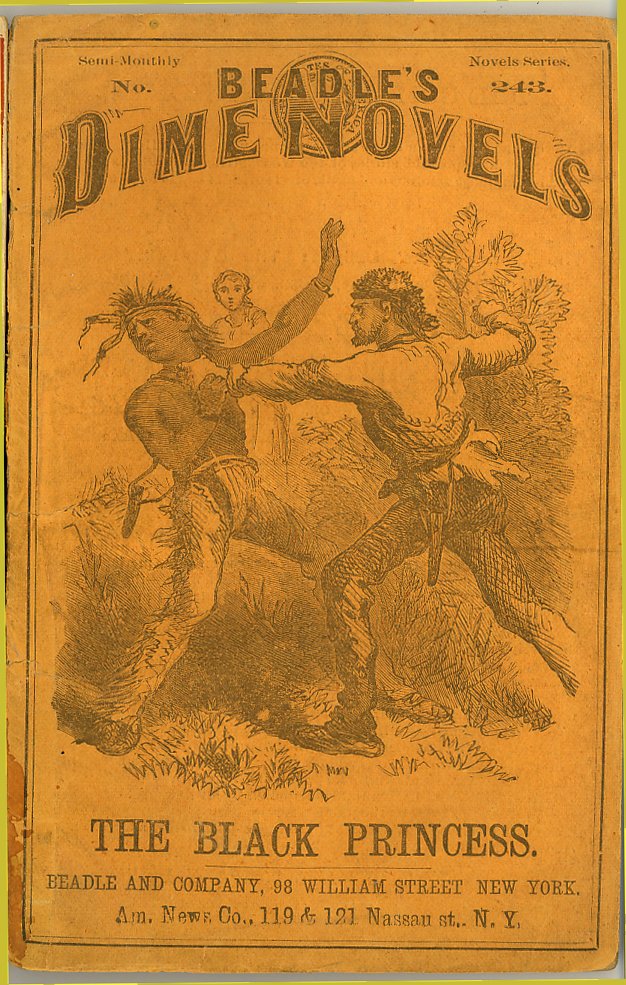
Dziewiętnastowieczna literatura wagonowa

Literatura wagonowa (z fr. littérature de la gare, także literatura groszowa, trywialna, brukowa, dla kucharek) – pierwotne, XIX-wieczne określenie wytworów literackich kultury popularnej. Nazwy, w zamyśle autorów o wydźwięku pejoratywnym, wskazywały na masowy charakter tego typu prozy literackiej, a jednocześnie na rzekome nakierowanie jej na niewyrobionego czytelnika o niewygórowanych potrzebach i niewielkich aspiracjach intelektualnych lub takiego, który czyta książki dla zabicia nudy lub wypełnienia wolnego czasu.
Literatura ta nie pozostawia po lekturze pytań ani refleksji o charakterze egzystencjalnym. Fabuła jest schematyczna i typowa dla reprezentowanego gatunku powieści (romans, powieść sensacyjna lub science-fiction). Powieści pisane były często na zamówienie, a wątki cieszące się większą popularnością przybierały formę serii wydawniczych.
Nazwa wywodzi się od jednego z praktycznych zastosowań tego typu lektury – czytania w podróży. Książki zaliczane do literatury wagonowej cechuje zwykle niewielki format oraz miękka okładka z przyciągającą grafiką; jest to celowy zabieg umożliwiający zmieszczenie w kieszeni lub torbie podróżnej. Są ponadto drukowane na papierze niskiej jakości, np. na papierze gazetowym. Te cechy, w połączeniu z niską ceną i niewielką objętością, pozwalają na traktowanie książki jako wyrobu jednorazowego użytku, dzięki czemu ułatwiona jest decyzja o pozostawieniu jej w przedziale wagonu lub wyrzuceniu jej po zakończeniu podróży. Również skład książki jest opracowany z myślą o czytaniu w warunkach podróżnych: litery są zwykle w trochę większym stopniu pisma, wiersze tekstu – skrócone, a interlinia – powiększona.
W języku angielskim w XIX wieku ten typ literatury określano od książek o niskiej cenie zakupu jako dime novel. W Norwegii literatura tego typu była bardzo popularna, a nazywano ją literaturą kioskową, jej tematyka często dotyczyła sag o życiu na wiejskich farmach. W czasach współczesnych powstało analogiczne określenie airport novel (literatura lotniskowa) sugerujące lekturę w poczekalniach dla podróżnych na lotniskach.
Istnieją również podobne określenia książek tanich i małych rozmiarów, aczkolwiek nawiązujące bardziej do ich formy niż treści: francuskie livre de poche i angielskie pocket book. 